# Bandera de Sierra Leona
La bandera de Sierra Leona, según establece la Constitución Nacional de ese país, consiste en un tricolor verde, blanco y azul. Fue adoptada oficialmente el 27 de abril de 1961.
Su color verde alude a los recursos naturales del país, específicamente la agricultura y sus montañas. El blanco simboliza la unidad y la justicia. El azul recuerda el puerto natural de Freetown, la ciudad capital, al igual que la esperanza de "contribuir a la paz mundial" a través de su uso.
La bandera de Sierra Leona se utiliza como bandera de conveniencia por navíos mercantes extranjeros. El cumplimiento mínimo de la ley marítima de esas naves lleva a actividades sospechosas o ilegales. Esto incluye pesca ilegal así como el uso de banderas en naves de países bajo sanciones internacionales de las Naciones Unidas.
Como resultado, el gobierno de Sierra Leona tomó medidas para minimizar los registros relacionados con la práctica de la bandera de conveniencia.

## Banderas históricas

Bandera colonial de Sierra Leona (1889–1914)
Bandera colonial de Sierra Leona (1916–1961)
Bandera del Gobernador (1916-1961)
Estandarte real (1961-1971). Bandera personal de la reina Isabel en uso desde la independencia en 1961 hasta que se proclamó la República en 1971.

## Otras banderas

Bandera naval de Sierra Leona
Estandarte del Presidente de Sierra Leona
Estandarte de los Embajadores de Sierra Leona